# Heptaptosis
Heptaptosis este un gen de molii din familia Lymantriinae.